# Leszek Skrzypczak
Leszek Stanisław Skrzypczak (ur. 1958) – polski matematyk, profesor nauk matematycznych. Specjalizuje się w analizie funkcjonalnej. Profesor zwyczajny na Wydziale Matematyki i Informatyki Uniwersytetu im. Adama Mickiewicza w Poznaniu.

## Życiorys
Studia z matematyki ukończył na poznańskim UAM, gdzie następnie został zatrudniony i zdobywał kolejne awanse akademickie. Stopień doktorski uzyskał w 1990 na podstawie pracy pt. O przestrzeniach funkcji gładkich typu Sobolewa-Biesowa na rozmaitościach Riemanna, przygotowanej pod kierunkiem prof. Juliana Musielaka. Habilitował się w 1998 na podstawie dorobku naukowego i rozprawy pt. Przestrzenie funkcyjne i rozkłady atomowe na przestrzeniach symetrycznych niezwartego typu. Tytuł naukowy profesora nauk matematycznych został mu nadany w 2014. Pracuje jako kierownik i profesor zwyczajny w Zakładzie Teorii Funkcji Rzeczywistych WMiI UAM.
Wraz z Julianem Musielakiem napisał dwuczęściowy tom III podręcznika pt. Analiza matematyczna (część 1: Całki powierzchniowe; część 2: Rozmaitości i formy różniczkowe; Wydawnictwo Naukowe UAM, Poznań 2006). Artykuły publikował w takich czasopismach jak m.in. "Revista Matemática Complutense", "Journal of Fourier Analysis and Applications", "Journal of Function Spaces" oraz "Journal of Approximation Theory".